# Медведев, Сергей Глебович
Сергей Глебович Медведев (род. 27 сентября 1958 года, Харьков) — специалист по систематике, морфологии и зоогеографии блох, доктор биологических наук. Член Русского энтомологического общества с 1981 года. Участник многочисленных энтомологических экспедиций.

## Биография
Родился 27 сентября 1958 года в Харькове. В 1981 году окончил биолого-почвенный факультет Ленинградского государственного университета. С 1981 по 1984 год обучался в аспирантуре Зоологического института АН СССР, после её окончания в 1985 году успешно защитил кандидатскую диссертацию на тему «Блохи семейства Ischnopsyllidae (Siphonaptera) СССР». С 1985 года принят на работу в Зоологический институт на должность младшего научного сотрудника. В 1994 году состоялась защита докторской диссертации на тему: «Морфологические основы классификации отряда блох (Siphonaptera)». С 1995 по 2005 годы — ведущий научный сотрудник. В 2006 стал заведующим лабораторией паразитологии Зоологического института РАН.

## Научный вклад
Научные интересы связаны с систематикой, исследованием паразито-хозяинных связей и географического распространения блох. На основании сравнительно-анатомического исследования, предложил оригинальную классификацию отряда блох и семейства Ischnopsyllidae. Руководит разработкой информационно-аналитической системы по мировой фауне блох PARHOST1 и информационной системы по кровососущим насекомым России «КРОНАРОС». Под руководством С. Г. Медведева защищены несколько кандидатских и одна докторская диссертация. Описал ряд таксонов блох в том числе:
- Триба Acropsyllini Medvedev et Kotti, 1992[5]
- Триба Chiropteropsyllini Medvedev, 1985[6]
- Триба Nycteridopsyllini Medvedev, 1985[6]
- Триба Porribiini Medvedev, 1985[6]
- Триба Sternopsyllini Medvedev, 1985[6]
- Вид Phaenopsylla aiderensis Medvedev & Alifirenko, 1991[7]
- Вид Ctenophthalmus parthicus Medvedev & Alifirenko, 1992[8]
- Вид Ischnopsyllus ussuriensis Medvedev, 1986[9]

Член президиума Русского энтомологического общества и Паразитологического общества при РАН. Член диссертационных советов на базе Зоологического института РАН и Всесоюзного научно-исследовательского института защиты растений. Принимал активное участие в организации многих научных конференций. Был председателем организационного комитета «Первого всероссийского совещания по проблемам изучения кровососущих насекомых» в 2006 году. Входит в состав редколлегии журнала «Паразитология». Является федеральным экспертом научно-технической сферы Министерства образования и науки РФ.

## Общественная деятельность
Сергей Глебович Медведев основатель и директор духовно-просветительского центра при храме святого праведного Иоанна Кронштадтского в посёлке Колтуши

## Личная жизнь
Отец — Глеб Сергеевич Медведев, дед — Сергей Иванович Медведев. Состоит в браке, имеет сына и дочь.

## Публикации
Сергей Глебович Медведев автор более 160 публикаций
- Медведев С. Г. Блохи подрода Nosopsyllus Jordan рода Ceratophyllus Curtis (Siphonaptera, Ceratophyllidae) Западного Копетдага // Энтомологическое обозрение. 1981. Т.60, вып.1. С.190-195.
- Медведев С. Г. Философско-методологические вопросы систематики // Философские и социальные аспекты взаимодействия современной биологии и медицины. М., 1982. С.55-57.
- Медведев С. Г. К биологии блох летучих мышей (Ischnopsyllidae; Siphonaptera) Средней Азии и Южного Казахстана // Паразитология. 1984. Т.18, вып.2. С.140-149. (в соавторстве с Т. К. Хабиловым, С. Н. Рыбиным).
- Медведев С. Г. Ревизия сем. Ischnopsyllidae (Siphonaptera) // Паразитология. 1985. Т.19, вып.1. С.14-26.
- Медведев С. Г. Новый вид блох рода Ischnopsyllus Westwood (Siphonaptera, Ischnopsyllidae) // Энтомологическое обозрение. 1986. Т.65, вып.2. С.436-440.
- Медведев С. Г. Блохи сем. Ischnopsyllidae (Siphonaptera) Прибалтики // Паразитология. 1987. Т.21, вып.3. С.459-466. (в соавторстве с М. В. Мазингом)
- Медведев С. Г. Экологические особенности и распространение блох сем. Ischnopsyllidae (Siphonaptera) // Паразитологический сб. 1989. Т.36. С.21-43.
- Медведев С. Г. Основы и методы обоснования высших таксонов // Вопросы систематики и эволюции насекомых. 1989. Т.202. С.44-66.
- Медведев С. Г. Классификация блох и проблемы её обоснования // Успехи медицинской энтомологии и акаралогии в СССР. 1990. С.20-22.
- Медведев С. Г. Особенности эволюции блох — паразитов рукокрылых // Паразитология. 1990. Т.24, вып.6. С.457-465.
- Медведев С. Г. Эктопаразиты летучих мышей Дальнего Востока // Паразитология. 1991. Т.25, вып.1. С.27-37. (в соавторстве с М. К. Станюкович, М. П. Тиуновым, Г. В. Фарафоновой).
- Медведев С. Г. Новый вид блох рода Phaenopsylla Jordan (Siphonaptera: Leptopsyllidae) // Паразитология. 1991. Т.25, вып.4. С.316-322.(в соавторстве с В. Э. Алифиренко)
- Медведев С. Г., Алифиренко В. Э. Новый вид блох рода Ctenophthalmus Kolenati (подрода Euctenophthalmus Wagner) (Siphonaptera, Hystrichopsyllidae) // Паразитология. 1992. Т.26, вып.5. С.409-417.
- Медведев С. Г. Классификация сем. Leptopsyllidae (Siphonaptera) // Паразитология. 1992. Т.26, вып.6. С.483-496. (в соавторстве с Б. К. Котти)
- Медведев С. Г. Экология блох сем. Ischnopsyllidae (Siphonaptera) фауны СССР // Паразитологический сб. 1992. Т.37. С.17-40.
- Медведев С. Г. Морфологические основы классификации отряда блох (Siphonaptera) // Энтомологическое обозрение. 1994. Т.73, вып.1. С.22-43.
- Медведев С. Г. Блохи сем. Ischnopsyllidae (Siphonaptera) фауны России и сопредельных стран // Энтомологическое обозрение. 1996. Т.75, вып.2. С.438-454.
- Медведев С. Г. Географическое распространение семейств блох (Siphonaptera) // Энтомологическое обозрение. 1996. Т.75, вып.4. С.815-833.
- Medvedev S.G. Host-habitat relations as an important determinant of spatial distribution of flea assemblages (Siphonaptera) on rodents in the Negev Desert // Parasitology. 1997. Vol.114. P.159-173. (in cooperation with B.R.Krasnov, G.I.Shenbrot, V.S.Vaschenok, I.S.Khokhlova).
- Медведев С. Г., Полканов А. Ю. К фауне блох сем. Ischnopsyllidae (Siphonaptera) Средней Азии и Казахстана // Паразитология. 1997. Т.31, N 1. С.13-23. (в соавторстве с А. Ю. Полканов)
- Медведев С. Г. К фауне никтерибиид (Diptera, Nycteribiidae) Средней Азии и Казахстана // Паразитология. 1997. Т.31, N 2. С.116-125 (в соавторстве с А. Ю. Полкановым).
- Медведев С. Г. Паразито-хозяинные связи семейств блох (Siphopnaptera). I // Энтомологическое обозрение. 1997. Т.76, вып.2. С.318-336.
- Медведев С. Г. Паразито-хозяинные связи семейств блох (Siphopnaptera). II // Энтомологическое обозрение. 1997. Т.76, вып.4. С.755-769.
- Medvedev S.G. Habitat Dependence of a Parasite-Host Relationship: Flea (Siphonaptera) Assemblages in Two Gerbil Species of the Negev Desert // Journal of Medical Entomology. 1998. Vol.35, N 3. P.303-313. (in cooperation with B.R.Krasnov, G.I.Shenbrot, I.S.Khokhlova, V.S.Vatschenok).
- Медведев С. Г. Фауна и паразито-хозяинные связи блох (Siphonaptera) Палеарктики // Энтомологическое обозрение. 1998. Т.77, вып.2. С.295-314.
- Медведев С. Г. Классификация отряда блох (Siphonaptera) и её теоретические предпосылки // Энтомологическое обозрение, 1998. Т.77, вып.4. С.916- 934.
- Медведев С. Г., Лобанов А. Л. Информационно-аналитическая система по мировой фауне фауне блох (Siphonaptera (итоги и перспективы развития) // Энтомологическое обозрение. 1999. Т.78, вып.3. С.732-748.
- Medvedev S.G. Additional records of fleas (Siphonaptera) on wild rodents in the southern part of Israel // Israel Journal of Zoology, rodents in the southern part of Israel 1999. Vol. 45, p. 333-340. (in cooperation with B. Krasnov, M. Hastriter, G. Shenbrot, I. Khokhlova and V. Vatschenok).
- Медведев, С. Г. Опыт системного анализа эволюции отряда блох (Siphonaptera) // Чтения памяти Николая Александровича Холодковского. Санкт-Петербург, 2005, Вып.57(2). — 170 с.